# Leichtathletik-Weltmeisterschaften 2009/Teilnehmer (Kolumbien)
| Gelbes Symbol für Goldmedaillen mit stilisierten Olympischen Ringen | Graues Symbol für Silbermedaillen mit stilisierten Olympischen Ringen | Braundes Symbol für Bronzemedaillen mit stilisierten Olympischen Ringen |
| ------------------------------------------------------------------- | --------------------------------------------------------------------- | ----------------------------------------------------------------------- |
| —                                                                   | —                                                                     | —                                                                       |

Der kolumbianische Leichtathletik-Verband stellte zwölf Athleten bei den Leichtathletik-Weltmeisterschaften 2009 in Berlin.

## Ergebnisse

### Männer

#### Laufdisziplinen
| Athlet              | Disziplin    | Vorlauf    | Vorlauf | Viertelfinale | Viertelfinale | Halbfinale | Halbfinale | Finale             | Finale             |
| Athlet              | Disziplin    | Zeit       | Platz   | Zeit          | Platz         | Zeit       | Platz      | Zeit               | Platz              |
| ------------------- | ------------ | ---------- | ------- | ------------- | ------------- | ---------- | ---------- | ------------------ | ------------------ |
| Daniel Grueso       | 100 m        | 10,27 s    | 11      | DSQ           | DSQ           | –          | –          | –                  | –                  |
| Paulo Villar        | 110 m Hürden | 13,52 s SB | 6       |               |               | 13,44 s SB | 11         | nicht qualifiziert | nicht qualifiziert |
| Luis Fernando López | 20 km Gehen  |            |         |               |               |            |            | 1:20:03 h NR       | 4                  |

#### Sprung/Wurf
| Athlet         | Disziplin | Qualifikation | Qualifikation | Finale             | Finale             |
| Athlet         | Disziplin | Weite/Höhe    | Platz         | Weite/Höhe         | Platz              |
| -------------- | --------- | ------------- | ------------- | ------------------ | ------------------ |
| Arley Ibargüen | Speerwurf | 72,54 m       | 37            | nicht qualifiziert | nicht qualifiziert |

### Frauen

#### Laufdisziplinen
| Athletin                                                          | Disziplin    | Vorlauf     | Vorlauf | Viertelfinale | Viertelfinale | Halbfinale         | Halbfinale         | Finale             | Finale             |
| Athletin                                                          | Disziplin    | Zeit        | Platz   | Zeit          | Platz         | Zeit               | Platz              | Zeit               | Platz              |
| ----------------------------------------------------------------- | ------------ | ----------- | ------- | ------------- | ------------- | ------------------ | ------------------ | ------------------ | ------------------ |
| Yomara Hinestroza                                                 | 100 m        | 11,61 s     | 30      | 11,76 s       | 32            | nicht qualifiziert | nicht qualifiziert | nicht qualifiziert | nicht qualifiziert |
| Darlenys Obregón                                                  | 200 m        | 23,42 s     | 27      |               |               | nicht qualifiziert | nicht qualifiziert | nicht qualifiziert | nicht qualifiziert |
| Norma González                                                    | 200 m        | 51,86 s PB  | 17      |               |               | 51,91 s            | 17                 | nicht qualifiziert | nicht qualifiziert |
| Rosibel García                                                    | 800 m        | 2:04,73 min | 29      |               |               | nicht qualifiziert | nicht qualifiziert | nicht qualifiziert | nicht qualifiziert |
| Brigitte Merlano                                                  | 100 m Hürden | 13,19 s     | 23      |               |               | 13,23 s            | 23                 | nicht qualifiziert | nicht qualifiziert |
| Yomara Hinestroza Felipa Palacios Darlenys Obregón Norma González | 4 × 100 m    | 43,30 s SB  | 7       |               |               |                    |                    | 43,71 s            | 8                  |

#### Sprung/Wurf
| Athletin          | Disziplin  | Qualifikation | Qualifikation | Finale             | Finale             |
| Athletin          | Disziplin  | Weite/Höhe    | Platz         | Weite/Höhe         | Platz              |
| ----------------- | ---------- | ------------- | ------------- | ------------------ | ------------------ |
| Caterine Ibargüen | Hochsprung | 1,85 m        | 28            | nicht qualifiziert | nicht qualifiziert |
| Johana Moreno     | Hammerwurf | 65,05 m       | 31            | nicht qualifiziert | nicht qualifiziert |